# Leia barbarae
Leia barbarae är en tvåvingeart som först beskrevs av Lindner 1958.  Leia barbarae ingår i släktet Leia och familjen svampmyggor.
Artens utbredningsområde är Tanzania. Inga underarter finns listade i Catalogue of Life.